# Belíndia
"Belíndia" é um país fictício, ambíguo e contraditório, que resultaria da conjunção da Bélgica com a Índia, com leis e impostos do primeiro, pequeno e rico, e com a realidade social do segundo, imenso e pobre.
Esse termo foi popularizado em 1974 pelo economista brasileiro Edmar Lisboa Bacha, em sua fábula "O Rei da Belíndia",  na qual criticava as políticas  praticadas pelo regime militar, que segundo o autor, estavam criando um país dividido entre os que moravam em condições similares à Bélgica e aqueles que tinham o padrão de vida da Índia.